# Xiaonanxinbu
Xiaonanxinbu (kinesiska: 小南辛堡) är en köping i Kina. Den ligger i provinsen Hebei, i den norra delen av landet, omkring 73 kilometer nordväst om huvudstaden Peking.
Genomsnittlig årsnederbörd är 623 millimeter. Den regnigaste månaden är juli, med i genomsnitt 170 mm nederbörd, och den torraste är januari, med 4 mm nederbörd.